# Сафонов, Алексей Андреевич
Алексей Андреевич Сафонов (род. 6 сентября 1989 года, Павлодар) — российский волейболист, центральный блокирующий клуба «Оренбуржье». Мастер спорта России.

## Биография
За время своей карьеры Сафонов выступал за клубы «Югра-Самотлор», «Газпром-Югра», «Зенит» (Санкт-Петербург). С 2020 по 2022 года выступал за команду «Факел». С 2022 по 2023 год выступал за команду «Динамо-ЛО».
Достижения
- Финалист Кубка ЕКВ — 2016
- Полуфиналист Кубка Вызова — 2018